# Rousettus leschenaultii
Rousettus leschenaultii е вид прилеп от семейство Плодоядни прилепи (Pteropodidae). Видът не е застрашен от изчезване.

## Разпространение и местообитание
Разпространен е в Бангладеш, Бутан, Виетнам, Индия, Индонезия, Камбоджа, Китай, Лаос, Малайзия, Мианмар, Непал, Пакистан, Тайланд и Шри Ланка.
Обитава градски и гористи местности, национални паркове и пещери в райони с тропически климат, при средна месечна температура около 23 градуса.

## Описание
Теглото им е около 84,9 g.
Продължителността им на живот е около 14 години. Популацията на вида е стабилна.